# Mario Orfeo
Mario Orfeo (Napoli, 21 marzo 1966) è un giornalista e dirigente pubblico italiano, già direttore generale della Rai e dal 2024 direttore di Repubblica.

## Biografia
Approda professionalmente alla carta stampata nella seconda metà degli anni ottanta, per entrare nel 1990 nella neonata redazione napoletana de la Repubblica. Nell'autunno del 1993 si trasferisce alla sede centrale di Roma con l'incarico di numero due dello sport. Dopo tre anni passa dallo sport agli interni, con il favore del direttore Ezio Mauro, che poi lo trasferisce all'ufficio centrale. La sua carriera ha un nuovo avanzamento nel 2000: è nominato vice redattore capo. L'anno dopo è promosso redattore capo centrale (2 maggio 2001).

Nel 2002 viene scelto dall'editore Francesco Gaetano Caltagirone per sostituire Paolo Gambescia alla direzione de Il Mattino di Napoli. 
Il 23 luglio 2009 viene nominato direttore del TG2, su proposta del direttore generale Mauro Masi e con voto unanime del consiglio di amministrazione, incarico che ricoprirà fino al 2011. Durante il suo periodo di direzione apporta diverse novità alla linea editoriale. Nel febbraio 2011 critica fortemente la scelta del PDL, che allora era al governo, sul provvedimento di vigilanza Rai che, a suo parere, "impedirà di fare giornalismo a molte trasmissioni". Nello stesso periodo critica anche il TG1, all'epoca sotto la direzione di Augusto Minzolini, dicendo "Il Tg1 berlusconiano? Di certo è un tg filogovernativo".
Il 21 marzo 2011 viene nominato direttore de Il Messaggero, un altro quotidiano dei Caltagirone, e ne assume la direzione il 28 marzo. A causa di questo nuovo incarico, il 31 marzo 2011 rassegna le dimissioni da direttore del TG2. Gli succederà prima Mario De Scalzi, ad interim, e poi Marcello Masi.
Il 29 novembre 2012 viene nominato direttore del TG1, su proposta del DG della Rai Luigi Gubitosi, succedendo così ad Alberto Maccari; a differenza della nomina al TG2, Orfeo verrà nominato a maggioranza con quattro voti contrari, dei due consiglieri di area PdL (Luisa Todini e Antonio Pilati) e dei due consiglieri di area PD (Benedetta Tobagi e Gherardo Colombo). Il 13 dicembre 2012 rinnova la sigla e la grafica. Inoltre, durante la sua guida, il telegiornale beneficia di un notevole incremento di ascolti rispetto alla direzione Minzolini.
Sempre sotto la sua direzione, il TG1 è protagonista di un importante rinnovamento: dal 9 giugno 2014, infatti, la testata inizia a produrre i propri contenuti con la tecnica digitale e a trasmettere nel formato di immagine panoramico 16:9, oltre a essere prodotto e trasmesso in alta definizione.
Dal 9 giugno 2017 al 27 luglio 2018 è stato direttore generale della Rai, in sostituzione di Antonio Campo Dall'Orto dimessosi pochi giorni prima.
Il 15 maggio 2020 viene nominato direttore del TG3, avvicendandosi con Giuseppina Paterniti. Con questa nomina diventa il primo giornalista ad aver diretto tutti i tre telegiornali della Rai; mentre è il secondo giornalista ad aver diretto il TG1 e il TG3 dopo Nuccio Fava.
Nel novembre 2021 viene nominato alla direzione di genere Approfondimenti della Rai, ma nel giugno 2022 viene rimosso dall'incarico dall'amministratore delegato Carlo Fuortes. Pochi giorni dopo sarà riassegnato alla direzione del TG3, ruolo che ricoprirà fino al 6 ottobre 2024, essendo stato nominato tre giorni prima direttore de la Repubblica, con decorrenza dal 7 ottobre. 
Nel dicembre 2021 ha accettato l'invito della redazione di Scarp de' tenis a "firmare" come direttore per un numero il giornale di strada del mese di dicembre e gennaio.
Il 7 ottobre 2024 viene nominato nuovo direttore del quotidiano la Repubblica, sostituendo Maurizio Molinari.

## Premi e riconoscimenti
- 2007 - Premio Ischia internazionale di giornalismo per l'informazione scritta.

## Critiche e controversie
- Nell'agosto 2014 il leader del Movimento 5 Stelle Beppe Grillo attacca il TG1 di Orfeo; la causa sarebbe un servizio del telegiornale a cura dell'inviata Claudia Mazzola andato in onda il 22 agosto 2014, nel quale, secondo Grillo, la disinformazione sarebbe stata di una gravità assoluta, poiché avrebbe riportato soltanto 15 secondi del videomessaggio che il leader aveva trasmesso quel giorno.
- Critica anche l'introduzione del servizio del conduttore di quell'edizione delle 20:00 Alberto Matano, che secondo Grillo sarebbe stata assolutamente falsa e non corrispondente con i fatti della realtà. Per questa vicenda, i deputati del M5S hanno chiesto le dimissioni di Orfeo e dei due giornalisti Claudia Mazzola e Alberto Matano. Il giorno seguente il TG1 di Orfeo, il quale replicherà alle critiche con un servizio durante l'edizione delle 20:00 a cura della giornalista Barbara Carfagna, riceverà le difese dei maggiori partiti politici, come PD, Forza Italia, SEL, Nuovo Centrodestra, e la solidarietà di giornali come la Repubblica e Il Mattino e dei giornalisti Monica Giandotti e Giulia Innocenzi, che definiscono l'attacco di Grillo roba da editto bulgaro[11].
- Nel settembre 2016, il giornalista Nicola Porro accusò Orfeo di aver ordinato alla redazione del TG1 di non invitarlo mai a Unomattina e di aver censurato un suo intervento in una puntata di TV7[12].